# Bubbla

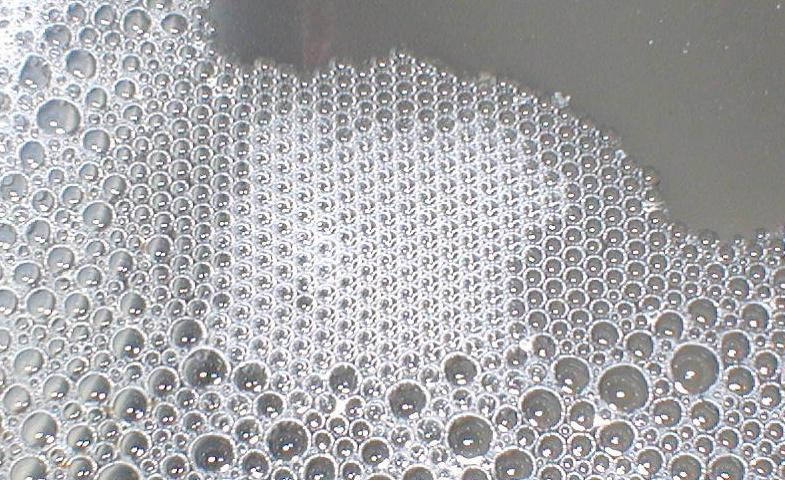
Såpbubblor i en diskho.

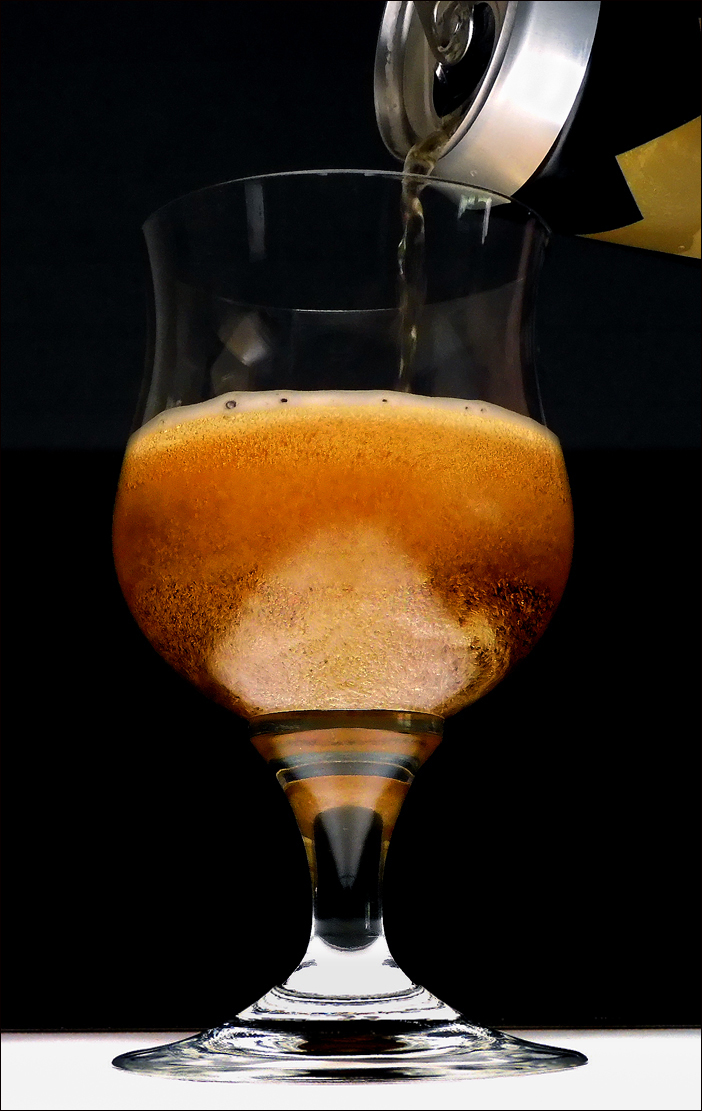
Bubblor av kolsyra i ett glas öl.

Bubbla är en samling gas som är innesluten i vätska (som kan vara kompakt eller en hinna runt bubblan) och som får sin form av vätskans ytspänning. På grund av genomsnittlig Marangoni-effekt kan bubblor förbli intakta när de når ytan av det nedsänkande ämnet.
En samling små bubblor bildar ett skum. Bubblor bildas framförallt i vatten som tillsatts tvålämnen. Ordet "bubbla" används metaforiskt inom ekonomi för att beskriva en övervärderad marknad, där det finns risk att den kollapsar.

## Vanliga exempel
Bubblor ses på många ställen i vardagen, till exempel:
- som spontan kärnbildning av övermättad koldioxid i läskedrycker
- som vattenånga i kokande vatten
- som luft blandas in i upprört vatten, till exempel under ett vattenfall
- som havsskum
- som en såpbubbla
- som avges i kemiska reaktioner, till exempel bakpulver + vinäger
- som en gas som fångas i glas under dess tillverkning
- som indikator i ett vattenpass

## Fysik och kemi
Bubblor bildas och smälter samman till klotformade former eftersom dessa former har ett lägre energitillstånd.

### Utseende

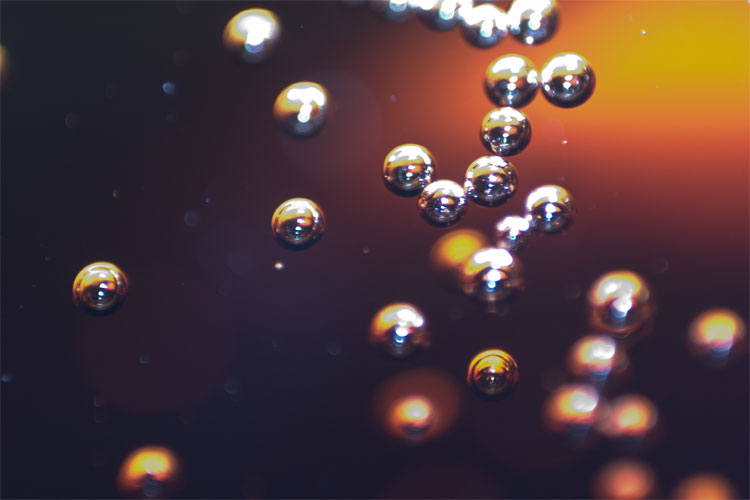
Bubblor av gas stiger i en läsk

Bubblor är synliga eftersom de har ett annat brytningsindex (RI) än det omgivande ämnet. Till exempel är RI för luft ungefär 1,0003 och RI för vatten är ungefär 1,333. Snells fördröjning beskriver hur elektromagnetiska vågor ändrar riktning vid gränssnittet mellan två medier med olika RI. Sålunda kan bubblor identifieras från den åtföljande brytningen och inre reflexionen även om både det nedsänkta och nedsänkta mediet är transparenta.
Ovanstående förklaring gäller endast för bubblor av ett medium nedsänkta i ett annat medium (till exempel gasbubblor i en läsk). Volymen av en membranbubbla (till exempel såpbubbla) kommer inte att förvränga ljuset särskilt mycket och man kan bara se en membranbubbla på grund av tunnfilmsdiffraktion och reflektion. 

### Tillämpningar
Kärnbildning kan avsiktligt induceras, till exempel för att skapa ett bubbelgram i ett fast ämne.
Vid medicinsk ultraljudsavbildning används små inkapslade bubblor som kallas kontrastmedel för att förbättra kontrasten.
Vid termisk bläckstråleutskrift används ångbubblor som pådrivare. De används ibland i andra mikrofluidikapplikationer som pådrivare.
Den våldsamma kollapsen av bubblor (kavitation) nära fasta ytor och den resulterande infallande strålen utgör den mekanism som används vid ultraljudsrengöring. Samma effekt, men i större skala, används i fokuserade energivapen som bazooka och torped. Pistolräkor använder också en kollapsande kavitationsbubbla som ett vapen. Samma effekt används för att behandla njursten i litotripter. Marina däggdjur som delfiner och valar använder bubblor för underhållning eller som jaktredskap. Luftare orsakar upplösning av gas i vätskan genom att injicera bubblor.
Bubblor används av kemiska och metallurgiska ingenjörer i processer som destillation, absorption, flotation och spraytorkning. De inblandade komplexa processerna kräver ofta hänsyn till massa- och värmeöverföring, och modelleras med hjälp av vätskedynamik.
Den stjärnnäsade mullvaden och den amerikanska vattensnäckan kan lukta under vattnet genom att snabbt andas genom deras näsborrar och skapa en bubbla.
Forskning om livets ursprung på jorden tyder på att bubblor kan ha spelat en integrerad roll i att begränsa och koncentrera prekursormolekyler för liv, en funktion som för närvarande utförs av cellmembran.

### Pulsering
När bubblor störs (till exempel när en gasbubbla injiceras under vattnet) svänger väggen. Även om den ofta är visuellt maskerad av mycket större deformationer i form, ändrar en komponent av oscillationen bubbelvolymen (pulsering) som, i frånvaro av ett externt pålagt ljudfält, inträffar vid bubblans naturliga frekvens. Pulseringen är akustiskt den viktigaste komponenten i svängningen eftersom den genom att ändra gasvolymen ändrar sitt tryck och leder till utsläpp av ljud vid bubblans naturliga frekvens. För luftbubblor i vatten genomgår stora bubblor (försumbar ytspänning och värmeledningsförmåga) adiabatisk pulsation, vilket innebär att ingen värme överförs vare sig från vätskan till gasen eller tvärtom. Den naturliga frekvensen för sådana bubblor bestäms av ekvationen:
{\displaystyle f_{0}={1 \over 2\pi R_{0}}{\sqrt {3\gamma p_{0} \over \rho }}}
där:
- {\displaystyle \gamma } är specifika värmeförhållande
- {\displaystyle R_{0}} är för stationärt tillstånd
- {\displaystyle p_{0}} är steady state-trycket
- {\displaystyle \rho } är den omgivande vätskans

För luftbubblor i vatten genomgår mindre bubblor isotermiska pulseringar. Motsvarande ekvation för små bubblor med ytspänning σ (och försumbar vätskeviskositet) är
{\displaystyle f_{0}={1 \over 2\pi R_{0}}{\sqrt {{3p_{0} \over \rho }+{4\sigma  \over \rho R_{0}}}}}
Exciterade bubblor fångade under vattnet är den största källan till flödesljud, till exempel inuti knogar vid knogknäppningar, och när en regndroppe påverkar en vattenyta.

## Fysiologi och medicin
Skada genom bubbelbildning och tillväxt i kroppsvävnader är mekanismen för dekompressionssjuka, som uppstår när övermättade upplösta inerta gaser lämnar lösningen som bubblor under dekompression. Skadan kan bero på mekanisk deformation av vävnader på grund av bubbeltillväxt in situ, eller genom att blockera blodkärl där bubblan har fastnat.
Arteriell gasemboli kan uppstå när en gasbubbla förs in i cirkulationssystemet och den fastnar i ett blodkärl som är för litet för att det ska kunna passera genom den tillgängliga tryckskillnaden. Detta kan uppstå som ett resultat av dekompression efter hyperbar exponering, en överexpansionsskada i lungorna under intravenös vätskeadministrering eller under operation.